# Jade Lewis
Jade Lewis (* 18. Dezember 1998) ist eine ehemalige neuseeländische Tennisspielerin. 

## Karriere
Lewis spielte vorrangig auf dem ITF Women’s Circuit, wo sie zwei Titel im Doppel gewinnen konnte.
Auf der WTA Tour erhielt sie im Januar 2015 eine Wildcard für die Qualifikation zu den ASB Classic in Auckland. Sie scheiterte dort aber bereits in der ersten Qualifikationsrunde an Laura Siegemund mit 2:6 und 4:6. 2016 erhielt sie abermals eine Wildcard für die Qualifikation zu den ASB Classic. Sie scheiterte dort ebenfalls in der ersten Qualifikationsrunde an der US-Amerikanerin Lauren Davis knapp in drei Sätzen mit 6:4, 1:6 und 4:6.
Im Februar 2018 spielte sie in Madinat Isa gegen Libanon erstmals für die neuseeländische Fed-Cup-Mannschaft. In ihrer Fed-Cup-Bilanz hat sie drei Siege und eine Niederlage zu Buche stehen.
Ihr bislang letztes internationales Turnier spielte Lewis im Juli 2018. Sie wird daher nicht mehr in der Weltrangliste geführt.

## Turniersiege

### Doppel
| Nr. | Datum           | Turnier             | Kategorie   | Belag     | Partnerin      | Finalgegnerinnen                         | Ergebnis          |
| --- | --------------- | ------------------- | ----------- | --------- | -------------- | ---------------------------------------- | ----------------- |
| 1.  | 20. Januar 2018 | Scharm asch-Schaich | ITF $15.000 | Hartplatz | Erin Routliffe | Anastassija Potapowa Jekaterina Jaschina | 0:6, 7:5, [10:6]  |
| 2.  | 27. Januar 2018 | Scharm asch-Schaich | ITF $15.000 | Hartplatz | Erin Routliffe | Berfu Cengiz Jasmina Tinjić              | 6:1, 5:7, [12:10] |